# Radio HRS
Radio HRS je časopis, koji je kao svoje službeno glasilo pokrenuo Hrvatski radioamaterski savez u srpnju 1992. godine. Radioamaterska glasila mogu se analizirati tijekom triju razdoblja. U Kraljevini SHS pojavljuje se prvi radioamaterski list, Radio šport, koji izlazi 1924. i 1925. u 39 brojeva. Radio izlazi odmah nakon osnutka FNRJ i gasi se zbog političkih razloga već 1946. godine. Treće je razdoblje samostalne i suverene Republike Hrvatske u kojoj od 1992. do danas izlazi časopis Radio HRS.

## Prednici Radio HRS-a

### Radio šport
Za povijest hrvatskoga radioamaterizma presudan je 29. ožujka 1924. kada su prijatelji radija u Zagrebu, u Trgovačkom domu, osnovali Radioklub “Zagreb”. Već je na konstituirajućoj sjednici zaključeno da se počne izdavati klupsko glasilo. Prvi broj toga popularnog i znanstvenoga časopisa tiskan je već 19. travnja 1924. godine, a zove se Radio šport, oficielni organ Radiokluba Zagreb. Časopis Radio šport izlazio je samo 1924. i 1925. i ugasio se nakon 39 brojeva.

### Radio
Časopis Radio, kojemu je podnaslov časopis za amatere i tehničare, izišao je samo šest mjeseci nakon završetka Drugoga svjetskog rata. Izdavač je prvih devet brojeva bio Radioamaterski klub “Zagreb”, a 10. i 11. broj izdaje novi Republikanski odbor radioamatera za Hrvatsku. Časopis Radio, s 11 je brojeva ušao tek u drugo godište i prisilno se u studenome 1946. morao ugasiti, i to ne zbog nedostatka novca, organizacijskih teškoća ili pomanjkanja tema i suradnika, niti nestanka zanimanja na tržištu, nego zbog političkih razloga. Radioamaterska organizacija na razini FNRJ počela je izdavati časopis Radio-amater, koji je prema političkom diktatu morao izlaziti u Beogradu.

### Bilten - glasilo Saveza radio-amatera Hrvatske
Krajem 1980-ih “mladi savezni brat”, jugoslavenski Radio-amater, koji je u tehničkom dijelu u svojih četrdesetak godina izlaženja objavio mnoge korisne članke i sheme za radioamatere, izlazi sve neredovitije. Objavljene informacije sve su neaktualnije i u listu je “sve više drugih tema osim onih radio-amaterskih”. Potaknuto potrebom da povremeno informira članstvo o događajima u Savezu radio-amatera Hrvatske, radioklubovima i regijama, a na inicijativu Predsjedništva Saveza radio-amatera Hrvatske, u proljeće 1990. odlučeno je da članovi SRH dobiju svoj informativni Bilten. U prijelaznom razdoblju, u srpnju 1990., izišao je prvi broj Biltena – glasila Saveza radio-amatera Hrvatske za internu uporabu članova

### Bilten - glasilo Hrvatskog radio-amaterskog saveza
I dok su neki pomislili kako se Bilten nakon tri broja već uspio ugasiti, u ožujku, taman uoči Uskrsa 1991. godine, izlazi prvi broj Biltena drugoga godišta. Izišla su četiri broja Biltena toga godištsa.

## Radio HRS

### Prvih stotinu brojeva
Zvonimir Jakobović predložio je 16. siječnja 1992. Predsjedništvu HRS-a pokretanje novoga časopisa. Osamostaljenjem Republike Hrvatske, a time i Hrvatskoga radioamaterskog saveza, odnosno izlaskom HRS-a iz Saveza radio-amatera Jugoslavije, nastala je potreba i stvoreni su uvjeti za pokretanje vlastitog časopisa, u trećem pokušaju.
Časopis je dobio ime Radio, jer je taj naziv prepoznatljiv i potpuno opisuje osnovno područje radioamaterske djelatnosti, a istodobno se oslanja na nazive svojih prethodnika. Dodana je i skraćenica HRS, a odnosi se na naziv krovne organizacije radioamatera u Hrvatskoj u 1992. kako bi i tako ostao trag vremena u kojem izlazi. Ideja je bila da Radio HRS ima profil prosječnog europskoga radioamaterskog magazina, s mnogim temama iz radiotehnike i elektronike, amaterskih radiokomunikacija, s vijestima iz radioamaterizma u Hrvatskoj i u svijetu. Namijenjen je radioamaterima u RH, radioamaterima hrvatskog podrijetla koji žive u svijetu, ali i svima koje zanima radioamaterizam. Radio HRS trebao je opstati uza sve teškoće u vrijeme nesklono izdavaštvu, trebao je biti časopis u kojemu hrvatski radioamateri pišu za sebe i svoje prijatelje, trebao je biti slika radioamaterizma u Hrvatskoj, te oživjeti današnji radioamaterizam, koji je primjenom najnovijih tehničkih dostignuća, ali i načina života, drukčiji od radioamaterizma prije nekoliko desetljeća.
Osim uvida u repetitorsku i paketnu radiomrežu, u časopisu su i članci o radu na hrvatskim otocima i svjetionicima, o ARG-u, QRQ i QRP radu, UKV-u, KV-u, DX-informacijama, tu su pisma čitatelja, kalendari natjecanja, 9A u svjetskim asocijacijama, zakonska regulativa, napisi o radu QSL-ureda, ATV-u, računalu i računalnim programima u životu radioamatera, uključujući i mrežne stranice Hrvatskoga radioamaterskog saveza na www.hamradio.hr, zatim o Sunčevu ciklusu i rasprostiranju radiovalova te o radu preko satelita ili strukovnim radioamaterskim organizacijama. Časopis u svakome broju dio stranica posvećuje zanimljivim konstrukcijama radiouređaja i antena te radioamaterskim diplomama, a prenose se i članci iz drugih glasila. I valja naglasiti, časopis je u prvih stotinu brojeva zabilježio život radioklubova i njegovih članova te, poglacvito, progovorio o njihovu sudjelovanju u Domovinskom ratu.
U časopisu se od prvoga do 102. broja njeguje rubriciranje članaka uz visoku razinu tehničke opremljenosti, a prvih stotinu brojeva lektorirala je Zorka Horvatić, doajen u tom području, uvodeći s dr. sc. Jakobovićem hrvatsko strukovno nazivlje.
Najveće je priznanje Radio HRS-u svakako Državna nagrada tehničke kulture “Faust Vrančić”,
što ju je časopis Hrvatskoga radioamaterskog saveza dobio kao priznanje za deset godina izlaženja. U obrazloženju nagrade, koju su na svečanoj podjeli 15. ožujka 2002. predsjedniku HRS-a dr. sc. Nikoli Gamilcu predali ministar prosvjete i športa RH dr. sc. Vladimir Strugar i prof. dr. sc. Leo Budin, predsjednik Odbora za dodjelu Državne nagrade “Faust Vrančić”, rečeno je: “Časopis Radio HRS utemeljen je u srpnju 1992. godine kao strukovno i organizacijsko glasilo Hrvatskog radioamaterskog saveza i do danas je jedini časopis u području radiokomunikacija. Unatoč financijskim poteškoćama, odigrao je značajnu ulogu u vrijeme Domovinskog rata i do danas zadržao visoku razinu tehničke opremljenosti i stručnih priloga svojih suradnika. Časopis je moderna publikacija o radioamaterizmu i radioamaterskim udruženjima u Hrvatskoj i inozemstvu, a tematski obuhvaća područja radiokomunikacija, elektronike i primjene informatike u radiokomunikacijama. Uz pisane tekstove objavljuje sheme, fotografije i druge tehničke podatke radijskih i pratećih uređaja, a osobitu pozornost daje suvremenim događanjima u radioamaterskom pokretu i novijim pojavama u radioamaterskoj tehnici. Uređuje se prema međunarodnoj, europskoj i hrvatskoj tehničkoj normizaciji i, što smatramo važnim, uz uporabu hrvatskoga strukovnog nazivlja. Časopis Radio HRS u prošlih je gotovo deset godina izlaženja odigrao značajnu informativnu i edukativnu ulogu među hrvatskim radioamaterima i čitateljima i opravdao svoje postojanje.”

### Druga faza Radio HRS-a (2004. –)
Sljedeći je broj časopisa (XIII. godište) izišao kao br. 1 (103) u ožujku 2004. godine. U odnosu na prijašnje brojeve glavne su razlike format (prijelaz s B5 na A4) i novi dizajn, u kojemu su u boji ne samo prvi i zadnji omot (kao dotad) nego i cijeli sadržaj časopisa, što je velika novost i list čini modernijim dajući mu dodatnu dinamiku. Novost je i to da se Radio HRS počeo objavljivati i u elektroničkom izdanju na službenim mrežnim stranicama Hrvatskoga radioamaterskog saveza, ali od toga se s vremenom odustalo. Od prvoga broja, koji je tiskan na formatu A4, uspio je Radio HRS održavati ritam od šest brojeva na godinu – od 2004. sve do kraja 2009. godine.
Za razliku iz Radio HRS-a iz 1990-ih,. koji je izlazio kao mjesečnik ili, rjeđe dvomjesečnik, u 2014. izišla su samo dva broja. Naglasak se stavlja na ARG dok su ostale rubrike gotovo zanemarene. Predstavljanja klubova i članova nema. Broj radioamatera koji se pretplaćuju na list rapidno se smanjuje, a u 2014. prisiljeni su ga samo uzimati klubovi koji za to plaćaju članarinu 500 kuna. Sadašnje rukovodstvo najavljuje da u 2015. časopis više neće dobivati pojedinci, nego samo klubovi i to dva broja na godinu koji će predstavljati kompilaciju pdf izdanja.

## Vanjska poveznica
www.hamradio.hr